# Charray
Charray est une ancienne commune française située dans le département d'Eure-et-Loir en région Centre-Val de Loire. Depuis le 1er janvier 2017, Charray est intégrée à la commune nouvelle de Cloyes-les-Trois-Rivières.

### Situation

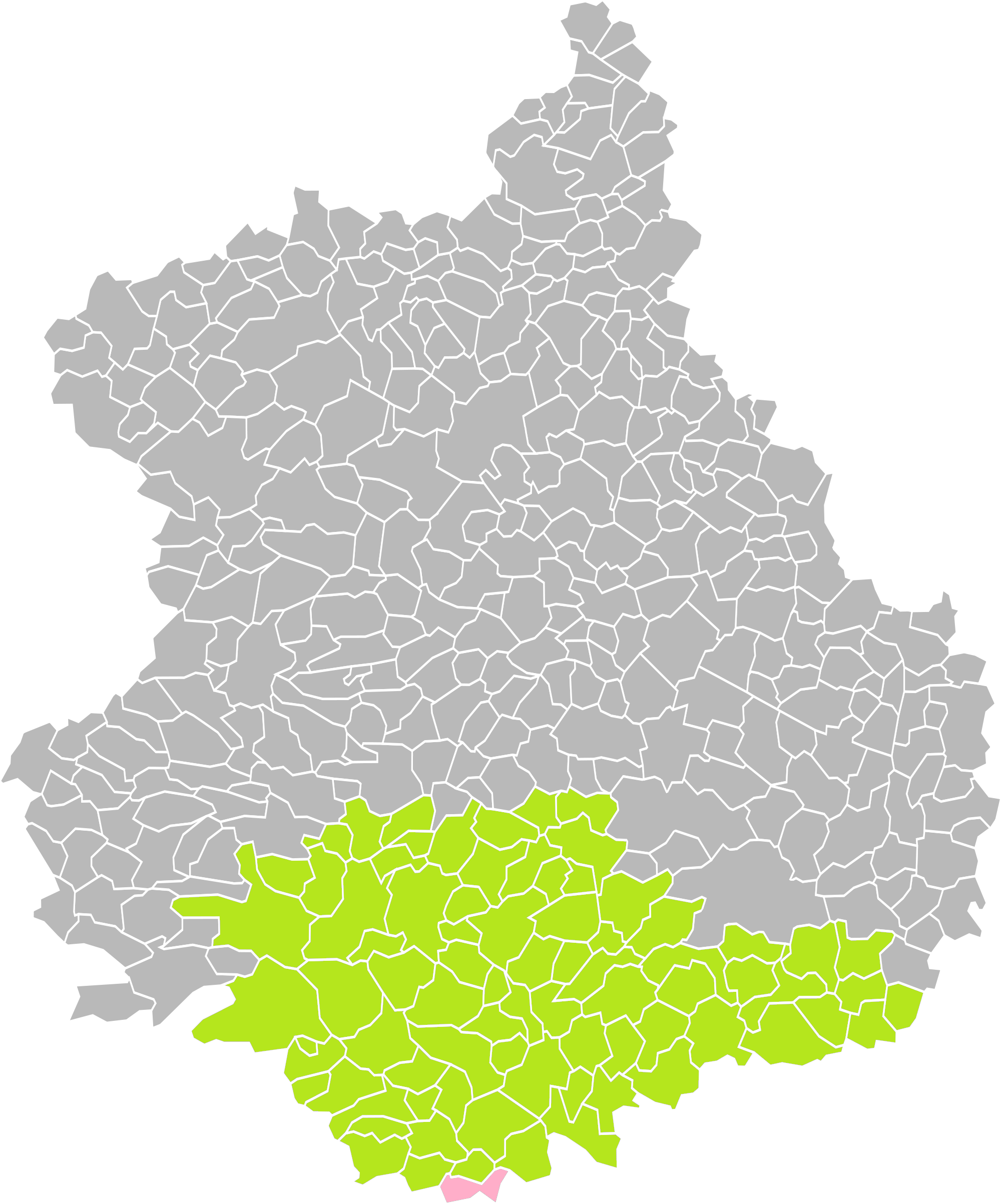
Position de Charray (en rose) dans l'arrondissement de Châteaudun (en vert) du département d'Eure-et-Loir (grisé).

## Géographie

### Communes et département limitrophes
| Romilly-sur-Aigre           | La Ferté-Villeneuil                                  | Le Mée                |
|                             | Charray                                              |                       |
| Brévainville (Loir-et-Cher) | Ouzouer-le-Doyen (Loir-et-Cher) Moisy (Loir-et-Cher) | Verdes (Loir-et-Cher) |

## Histoire
- Charray est une très ancienne paroisse existant déjà à l'époque mérovingienne. Le village est en grande partie installé sur un cimetière très étendu avec des inhumations en pleine terre et souvent en sarcophage. Ces sarcophages sont en craie de la vallée du Loir (craie de Villedieu[1]) ou en grès roussard (roussard de la vallée de la Braye, Savigny-sur-Braye, Loir-et-Cher).

En juin 2010, le creusement des fondations d'une maison à l'extrémité du village, route de la léproserie de Saint-Laurent (rue des Chasseurs) a mis au jour un grand nombre de sépultures datées du VIIe au XVe siècle, et confirmé la grande étendue de ce cimetière ainsi que sa longue utilisation,,.
- Le 1er janvier 2017, Charray est intégrée à la commune nouvelle de Cloyes-les-Trois-Rivières, avec statut de commune déléguée[5].

## Politique et administration

### Liste des maires
| Période                                  | Période          | Identité        | Étiquette | Qualité     |
| ---------------------------------------- | ---------------- | --------------- | --------- | ----------- |
| Les données manquantes sont à compléter. |                  |                 |           |             |
| Avant 1997                               | Mars 2008        | Daniel Lesourd  |           |             |
| Mars 2008                                | Mars 2014        | Jacques Chaillé |           |             |
| Mars 2014                                | 31 décembre 2016 | Bertrand Viron  | SE        | Agriculteur |

## Population et société

### Démographie
L'évolution du nombre d'habitants est connue à travers les recensements de la population effectués dans la commune depuis 1793. À partir du 1er janvier 2009, les populations légales des communes sont publiées annuellement dans le cadre d'un recensement qui repose désormais sur une collecte d'information annuelle, concernant successivement tous les territoires communaux au cours d'une période de cinq ans. 
Pour les communes de moins de 10 000 habitants, une enquête de recensement portant sur toute la population est réalisée tous les cinq ans, les populations légales des années intermédiaires étant quant à elles estimées par interpolation ou extrapolation. Pour la commune, le premier recensement exhaustif entrant dans le cadre du nouveau dispositif a été réalisé en 2007,.
En 2014, la commune comptait 110 habitants, en évolution de +8,91 % par rapport à 2009 (Eure-et-Loir : +1,94 %, France hors Mayotte : +2,49 %).
| 1793 | 1800 | 1806 | 1821 | 1831 | 1836 | 1841 | 1846 | 1851 |
| ---- | ---- | ---- | ---- | ---- | ---- | ---- | ---- | ---- |
| 353  | 282  | 299  | 317  | 372  | 372  | 331  | 360  | 367  |

| 1856 | 1861 | 1866 | 1872 | 1876 | 1881 | 1886 | 1891 | 1896 |
| ---- | ---- | ---- | ---- | ---- | ---- | ---- | ---- | ---- |
| 386  | 404  | 378  | 350  | 338  | 341  | 349  | 300  | 282  |

| 1901 | 1906 | 1911 | 1921 | 1926 | 1931 | 1936 | 1946 | 1954 |
| ---- | ---- | ---- | ---- | ---- | ---- | ---- | ---- | ---- |
| 271  | 284  | 263  | 231  | 238  | 243  | 213  | 213  | 217  |

| 1962 | 1968 | 1975 | 1982 | 1990 | 1999 | 2007 | 2012 | 2014 |
| ---- | ---- | ---- | ---- | ---- | ---- | ---- | ---- | ---- |
| 200  | 170  | 155  | 148  | 127  | 122  | 103  | 110  | 110  |

## Culture locale et patrimoine

### Lieux et monuments

#### Église Saint-Marcel
L'église Saint-Marcel date du XIIe siècle. Elle est renommée pour son pèlerinage à saint Marcou le 1er mai. Des fragments de sarcophage se retrouvent dans les murs de la nef, surtout au mur nord qui semble être du XIe siècle, le bâtiment est du XIIe siècle pour la nef et de la fin du XVe siècle début XVIe siècle pour le chœur.

L'église Saint-Marcel
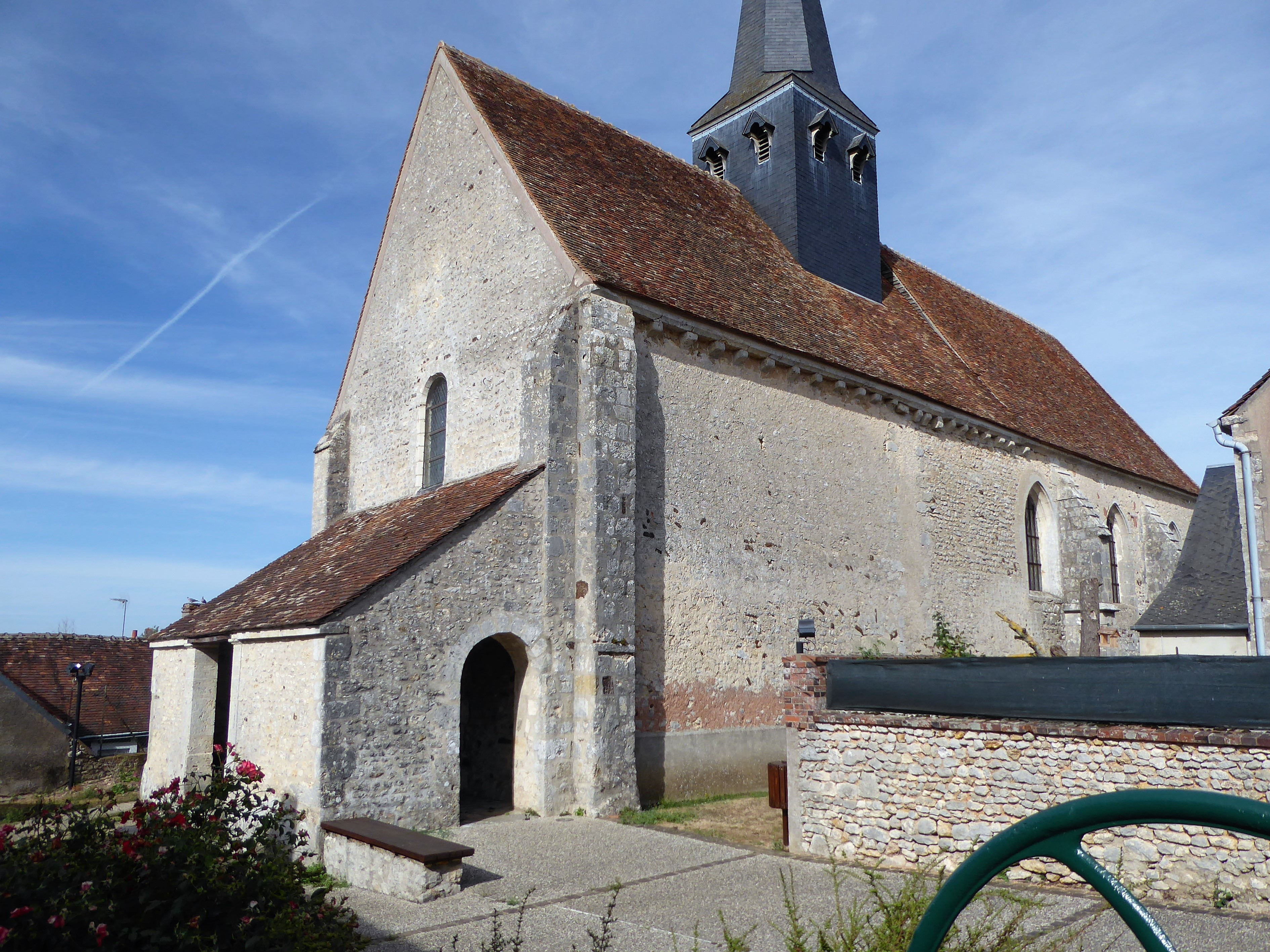
Porche ouest et mur sud.
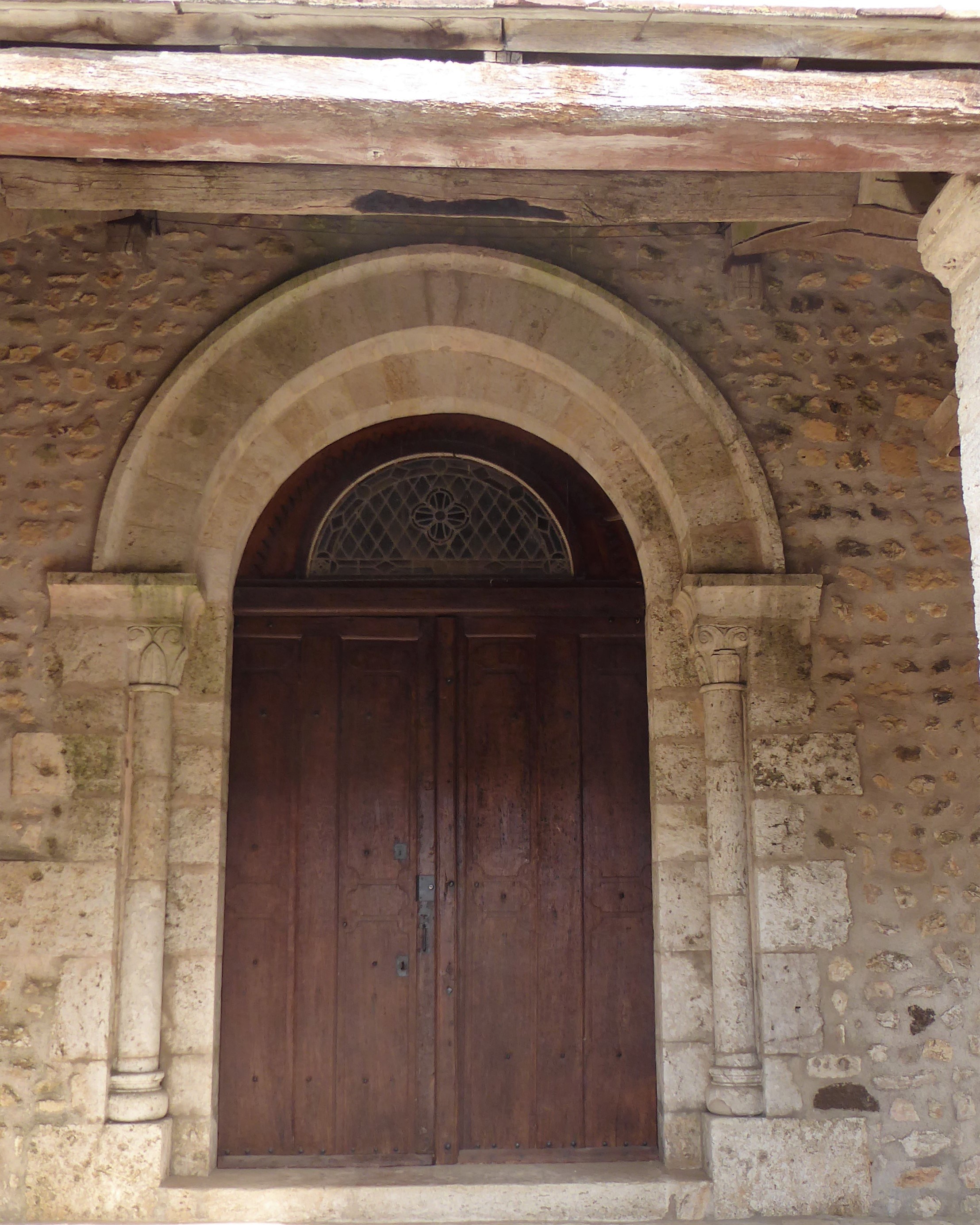
Portail d'entrée.
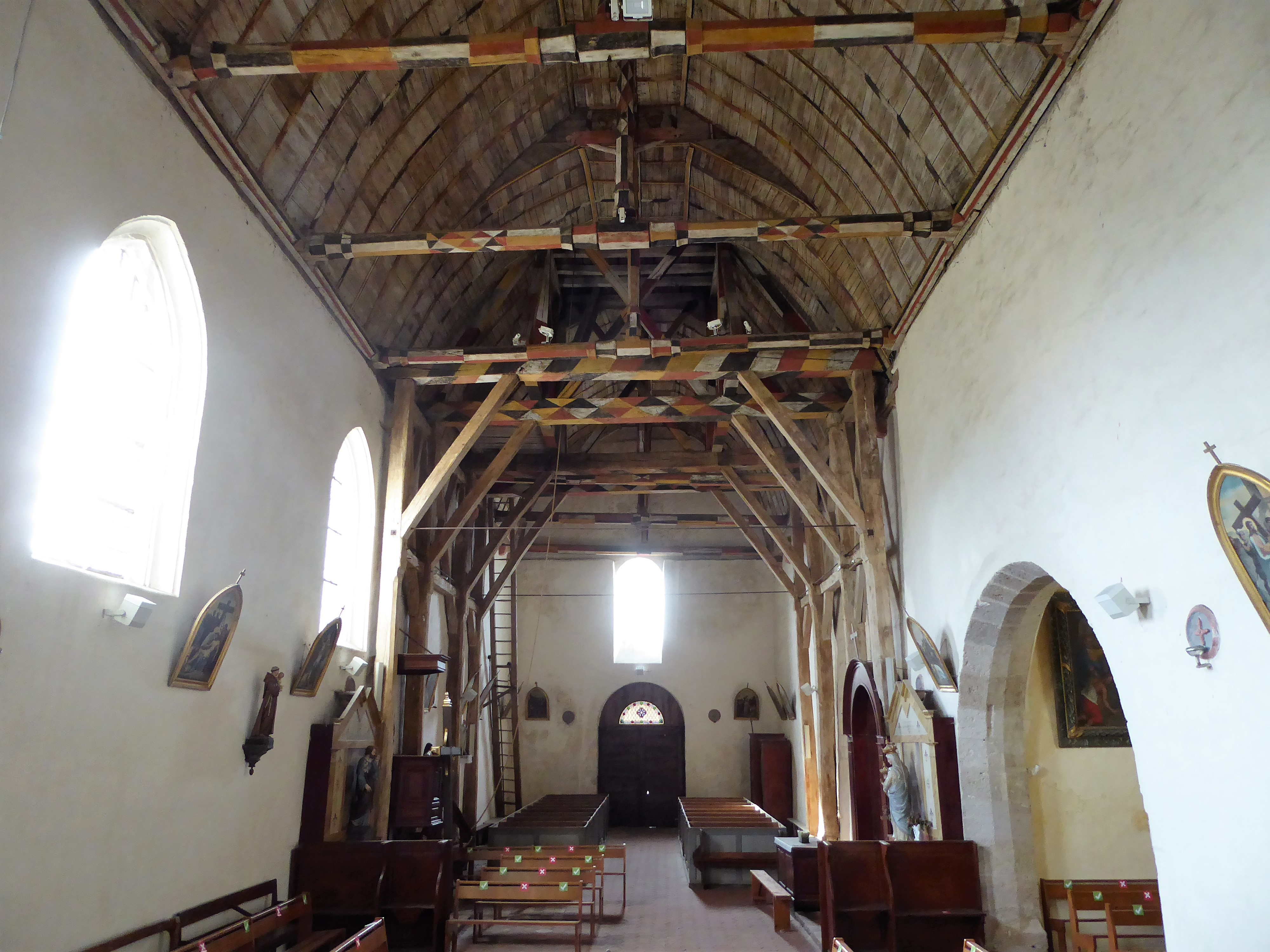
Nef vue du chœur.
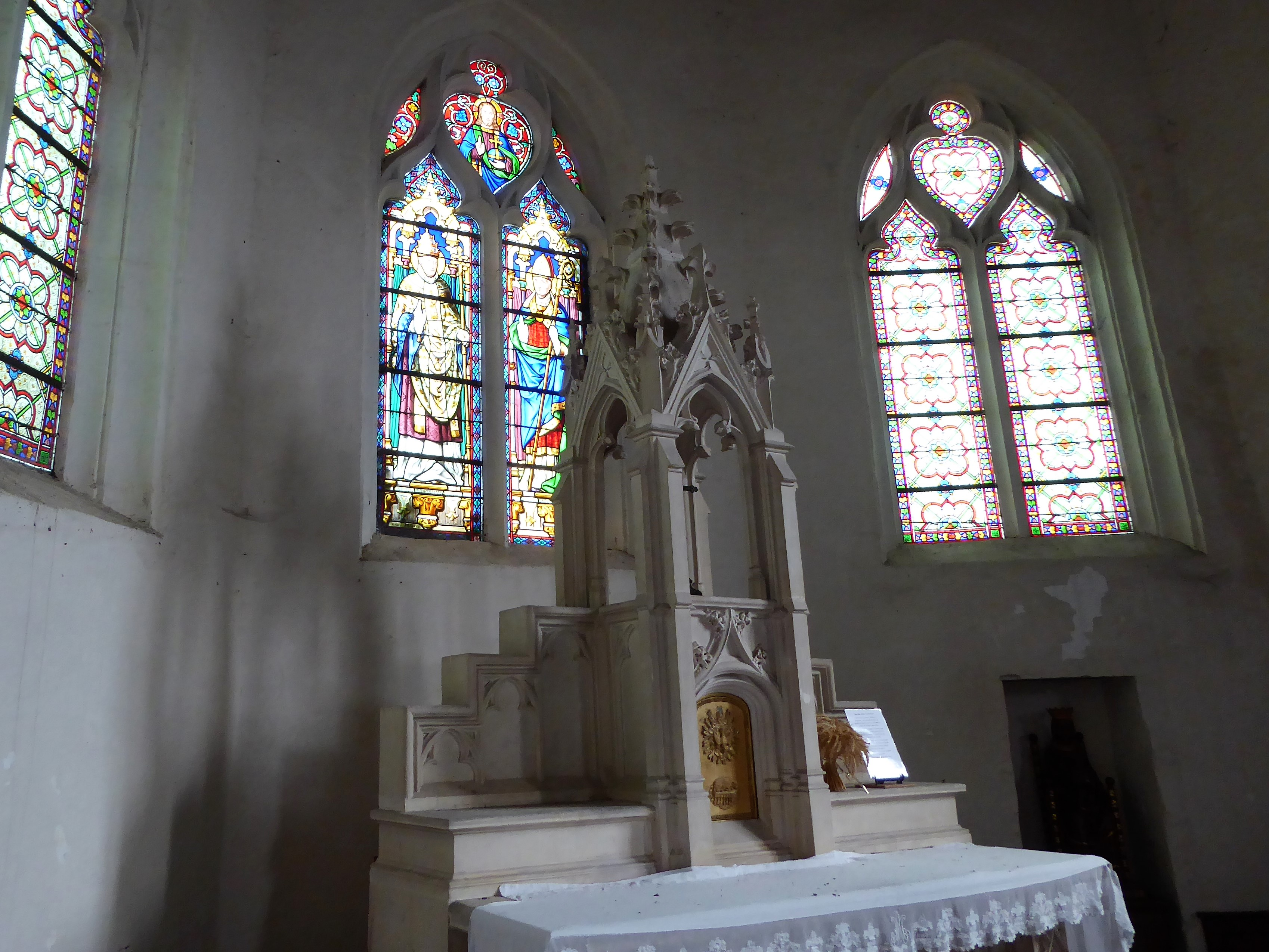
Autel.
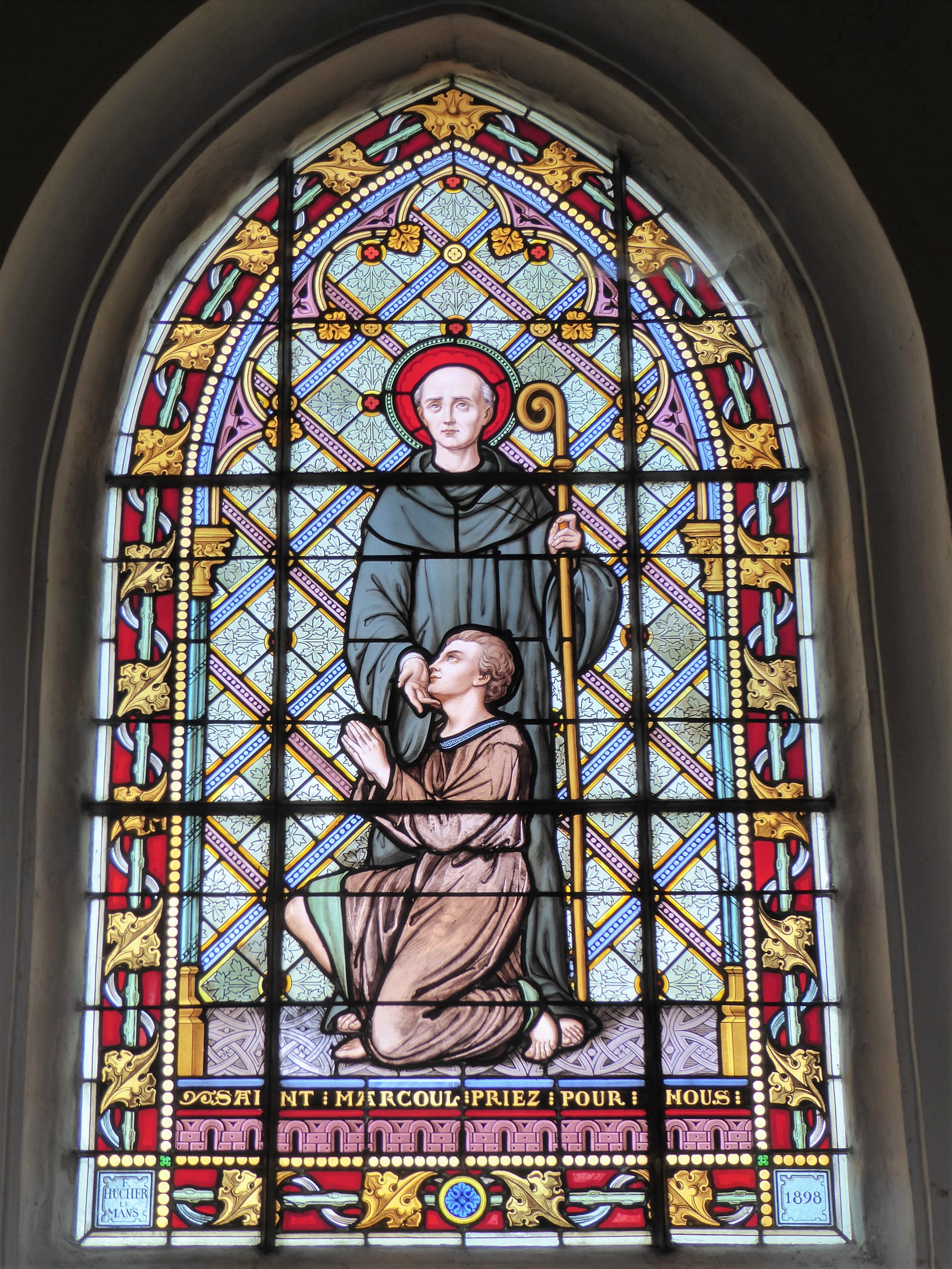
Saint Marcoul, Hucher, 1898.
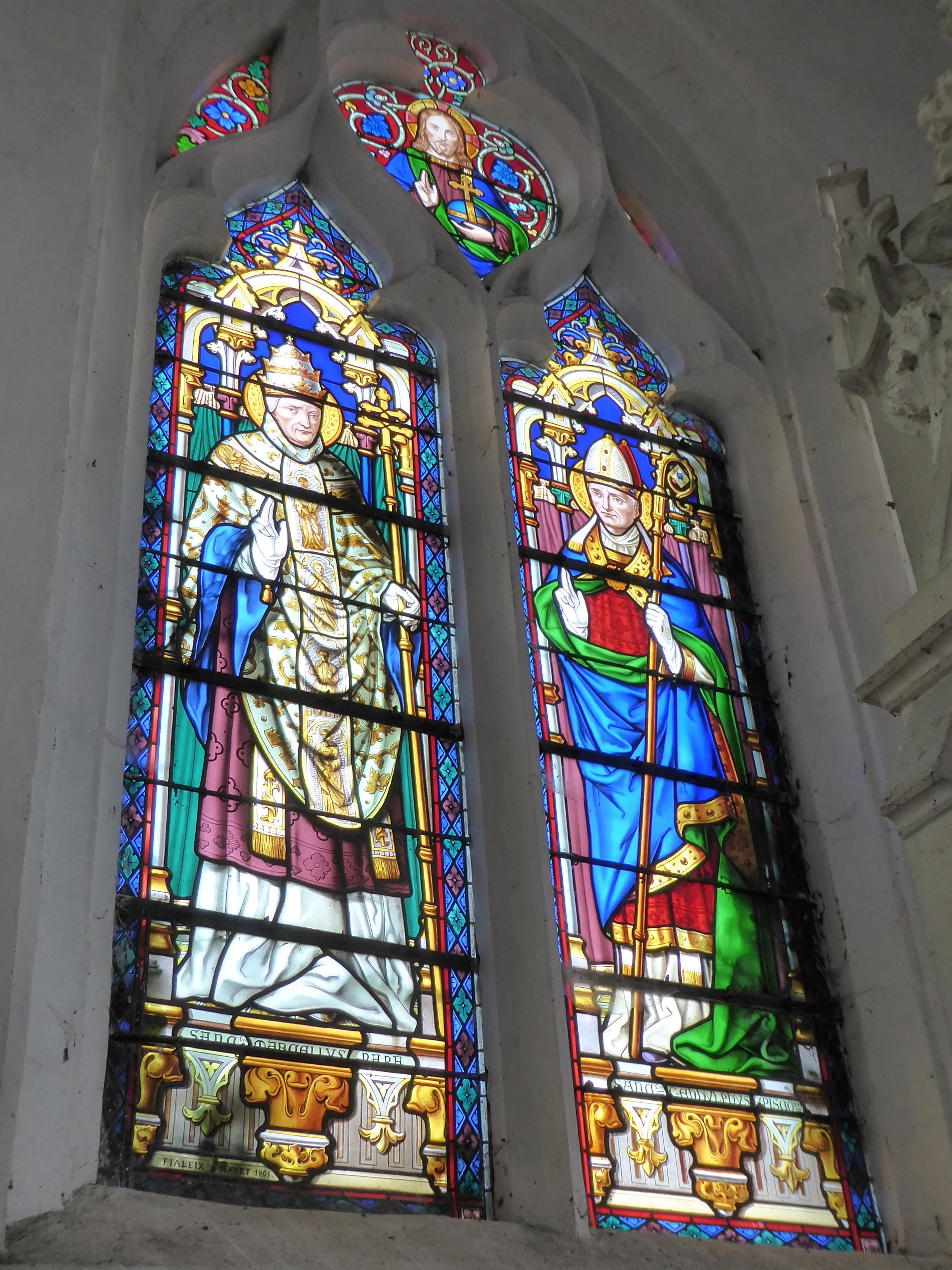
Vitrail de Fialex de Mayet, 1861.

#### Autres lieux et monuments
- Sur la route de Charray à Verdes, l'ancienne léproserie de Saint-Laurent avec sa chapelle du XIIIe siècle dépendait autrefois de la châtellenie de La Ferté-Villeneuil[11],[12] ;

- Sur la route de Charray à Moisy, se trouve le domaine de Thierville, avec son château, sa chapelle de la fin du XVe siècle et son pigeonnier. Dans les bois du domaine, au bord du Rû de Thierville, existe un lieu de recueillement à saint Gengulphe, un personnage qui supporta avec une grande patience son épouse infidèle, tout en essayant de la remettre dans le droit chemin[13]. Il préféra quitter la cour du duc de Bourgogne et se retirer dans ses terres. Elle le fit assassiner par son amant alors qu'il dormait dans son château près d'Avallon, vers l'an 760. Le château de Thierville aurait des origines romaines sous le nom de « Terra Villa » ;

- Un monument aux morts des trois guerres se trouve dans le cimetière ;

- Mur d'enceinte crénelé, évoquant une architecture templière ;

- Fontaine « Tic Tic » ;

- Roselières formées de « rouches ».

Autres lieux et monuments
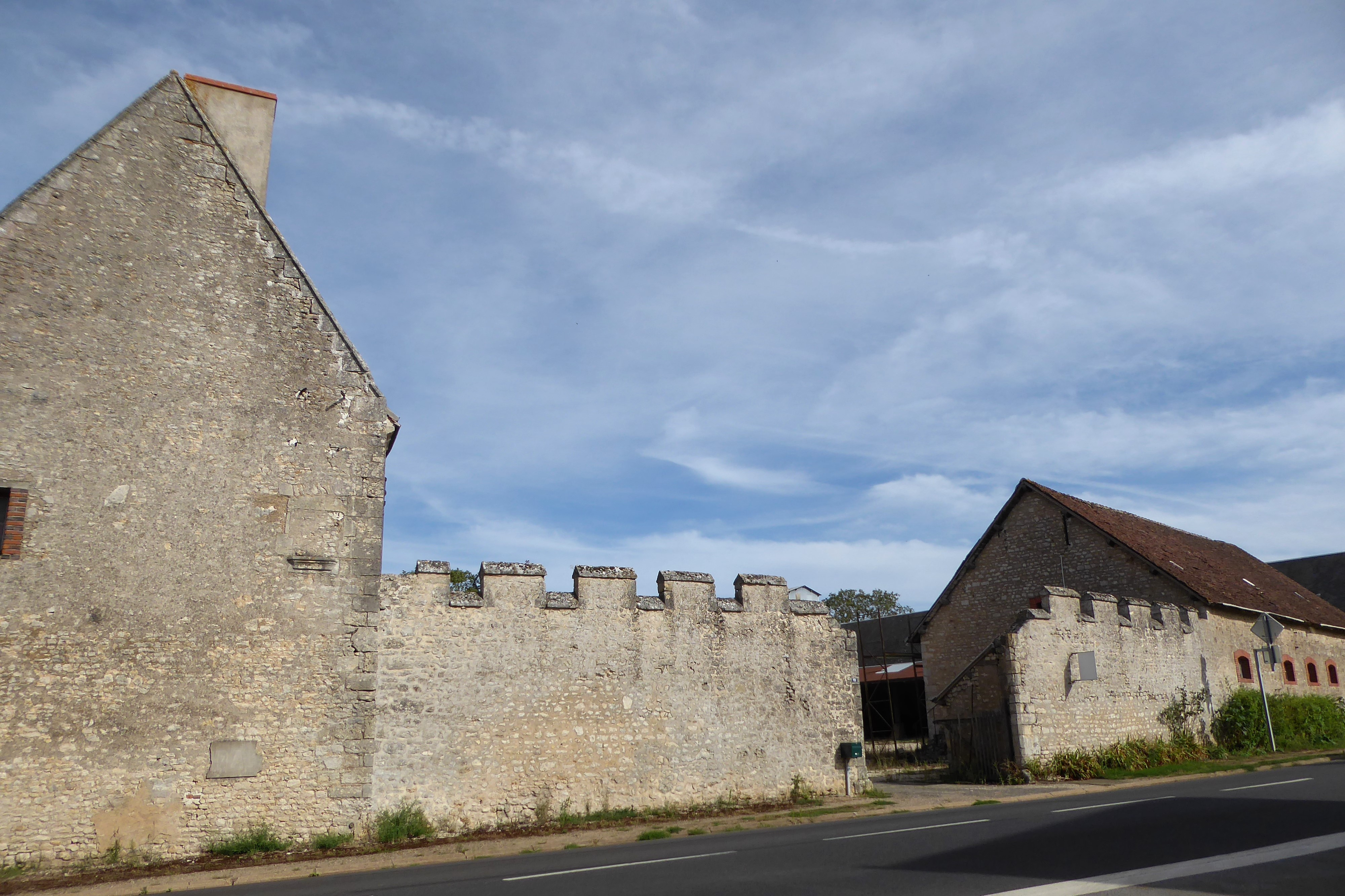
Mur d'enceinte crénelé.
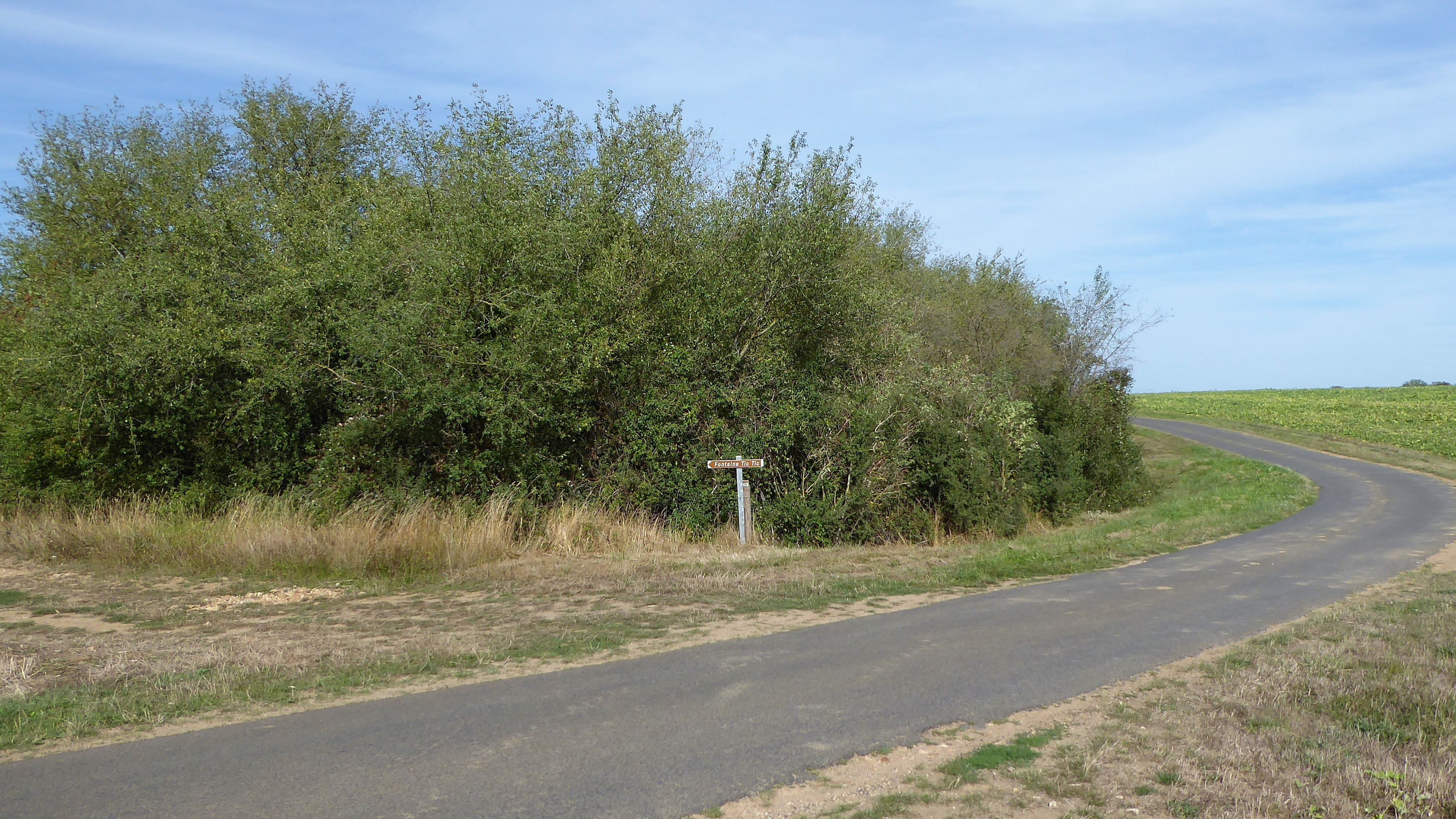
Signalisation de la fontaine « Tic Tic ».
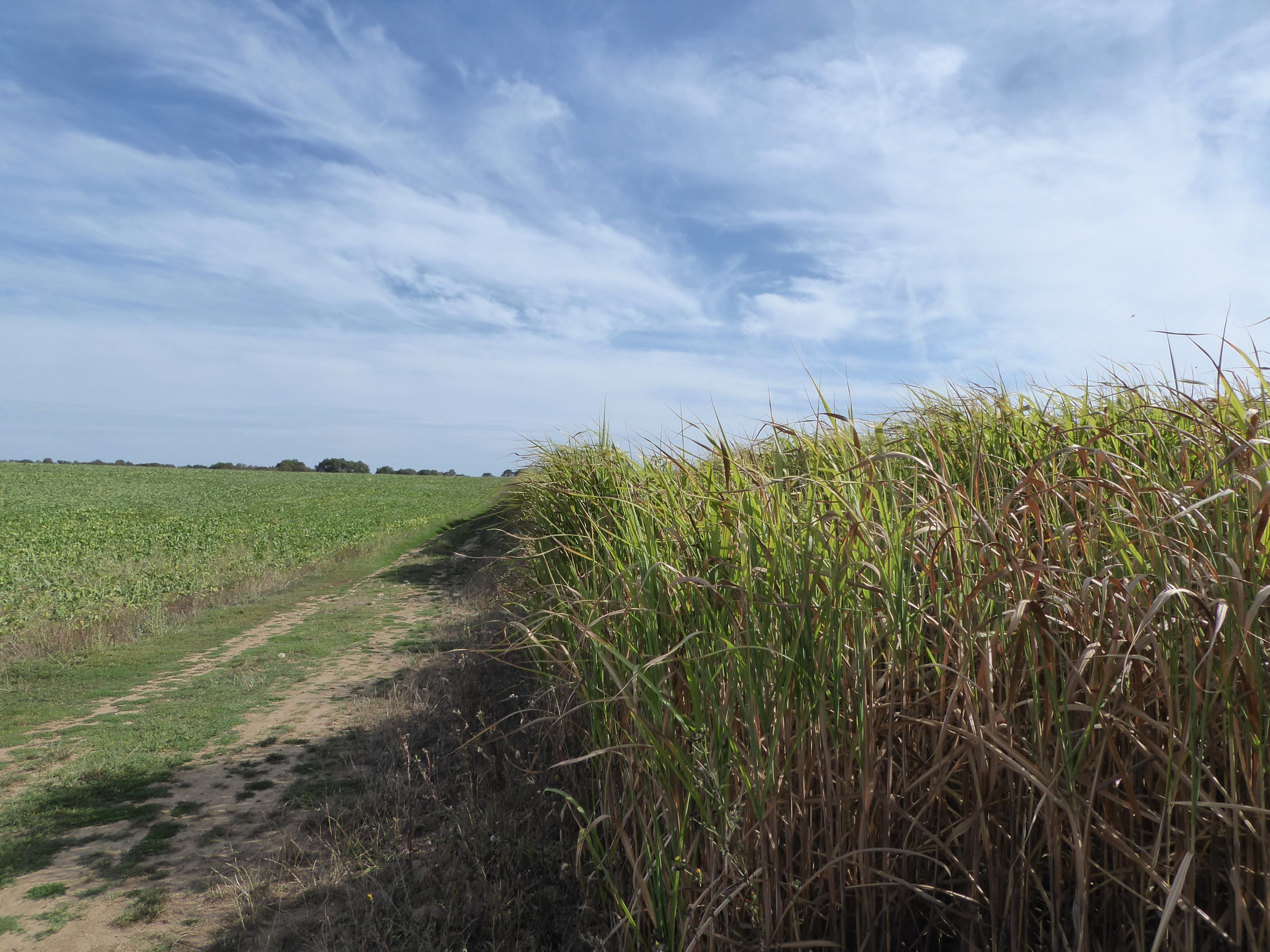
« Rouches » (roseaux).

### Personnalités liées à la commune
Dans le cimetière repose Marcel Chevalier, le dernier bourreau de France. Né en 1921 et décédé le 8 octobre 2008. En tant qu'exécuteur en chef, c'est lui qui procéda aux deux dernières exécutions capitales que connut la France.